# Gustav Wagner
Gustav Franz Wagner (Vienna, 18 luglio 1911 – San Paolo, 3 ottobre 1980) è stato un militare austriaco naturalizzato tedesco, vice comandante del campo di sterminio di Sobibór. Partecipò all'Aktion T4 (Programma nazista di eutanasia) e all'Aktion Reinhardt, nome in codice dato al progetto di sterminio degli ebrei in Polonia. Per la sua brutalità, gli vennero attribuiti i soprannomi di "La bestia" e "Il lupo" (yiddish: Welfel).

## Biografia
Gustav Wagner nacque nel 1911 a Vienna. Mentre viveva ancora in Austria, nel 1931 aderì al Partito Nazionalsocialista dei Lavoratori Tedeschi (NSDAP) con la tessera numero 443.217. Dopo essere stato condannato all'esilio per aver sostenuto una rivolta nazionalsocialista, Wagner fuggì in Germania, dove divenne inizialmente membro delle SA e poi, alla fine degli anni 1930, delle SS,  ottenendo la tessera numero 276.962.
Nel maggio 1940, Wagner partecipò al programma di eutanasia ad Hadamar e Hartheim, conosciuto convenzionalmente con il nome di Aktion T4. Grazie alla sua esperienza nell'ambito dello sterminio, nel marzo 1942 venne assegnato all'Aktion Reinhardt e inviato al campo di sterminio di Sobibór, dove divenne vice comandante del campo sotto gli ordini di Franz Stangl prima e di Franz Reichleitner dopo.
Il suo compito era quello di selezionare, tra i tanti prigionieri, coloro che potevano svolgere lavori utili all'interno del campo. Era anche incaricato di provvedere al corretto funzionamento delle camere a gas. Quando Wagner era in vacanza o era chiamato a svolgere i propri doveri altrove, il suo ruolo veniva assunto da Karl Frenzel.
A Sobibór, Wagner fu uno degli uomini delle SS più brutali e sadici: bastonava e uccideva gli internati senza alcun motivo e godeva nel vederli soffrire per la fame. Di lui, le vittime ricordano i suoi occhi azzurri inespressivi e malvagi.
Dopo la fuga di due prigionieri avvenuta nella primavera del 1943, Wagner fu incaricato di installare delle mine antiuomo nei dintorni del campo. Tuttavia, questa precauzione risultò inutile poiché poco più di un mese dopo (14 ottobre 1943) i prigionieri organizzarono una nuova rivolta, a cui presero parte tutti i 600 internati. Wagner non era presente quel giorno ma contribuì lo stesso allo smantellamento del campo e alla cancellazione delle prove dei crimini. Successivamente fu trasferito in Italia, dove collaborò al funzionamento del campo di concentramento di San Sabba nei pressi di Trieste.
Dopo la guerra, Wagner venne condannato a morte in contumacia, ma riuscì a fuggire in Brasile passando per la Siria assieme a Franz Stangl. Alcune fonti affermano che il Vaticano abbia contribuito alla fuga di Wagner verso il Sud America. Il 12 aprile 1950 venne ammesso in Brasile come residente permanente sotto lo pseudonimo di Günther Mendel, mentre il 4 dicembre ottenne il passaporto brasiliano. Nel maggio 1978 Wagner venne riconosciuto da un superstite di Sobibór, Stanisław Szmajzner, alla stazione di polizia di San Paolo e venne arrestato. Austria, Polonia, Israele, Jugoslavia e Germania Ovest avanzarono diverse richieste di estradizione, che furono tuttavia respinte dalla Corte Suprema brasiliana.
Nell'ottobre del 1980, Wagner fu trovato morto con un coltello conficcato nel petto. Secondo il suo avvocato, si sarebbe suicidato. Si crede tuttavia che sia stato ucciso, poiché il suo cadavere venne ritrovato con le dita della mano destra tagliate e con alcuni segni di percosse. La data di morte risalirebbe al 3 ottobre.

## Nella cultura di massa
Gustav Wagner è stato interpretato da Hartmut Becker nel film per la televisione del 1987 Fuga da Sobibor.